# Lachapelle-sous-Gerberoy
Lachapelle-sous-Gerberoy là một xã thuộc tỉnh Oise trong vùng Hauts-de-France tây bắc nước Pháp. nước Pháp. Xã này nằm ở khu vực có độ cao trung bình 110 mét trên mực nước biển.